# Приднепровский
Приднепровский (бел. Прыдняпроўскі) — посёлок в Зборовском сельсовете Рогачёвского района Гомельской области Беларуси.

## География

### Расположение
В 11 км на юго-восток от районного центра и железнодорожной станции Рогачёв (на линии Могилёв — Жлобин), 131 км от Гомеля. Окружён лесом.

### Гидрография
На востоке река Днепр.

## Транспортная сеть
Транспортные связи по просёлочной, затем автомобильной дороге Рогачёв — Довск. Застройка кирпичная и деревянная, преимущественно усадебного типа.

## История
Основан в начале XX века переселенцами из соседних деревень. В 1931 году жители вступили в колхоз. В составе колхоза «Новый путь» (центр — деревня Зборов). Расположены санаторий «Приднепровский» (открыт 13 сентября 1977 года), начальная школа, детские ясли-сад.

## Население

### Численность
- 2004 год — 297 хозяйств, 736 жителей.

### Динамика
- 1925 год — 16 хозяйств.
- 2004 год — 297 хозяйств, 736 жителей.